# Tadeusz Strumiłło (pedagog)
Tadeusz Strumiłło (ur. 30 kwietnia 1884 w Smile, zm. 7 października 1958 w Poznaniu) – doktor filozofii, pedagog, instruktor harcerski w stopniu harcmistrza Rzeczypospolitej. W dużym stopniu wpłynął na utrwalenie w harcerstwie idei abstynencji i walki z nałogami.

## Życiorys

### Rodzina
Urodził się w Smile na Ukrainie w rodzinie Zofii z Obrąpalskich i Władysława Strumiłłów. Jego ojciec był inżynierem kolejowym i zarządcą dóbr Aleksieja i Władimira Bobrinskich w Smile i Marii Anieli Branickiej w Białej Cerkwi. Tadeusz wychowywał się z młodszym rodzeństwem: Zofią (Zofia Strumiłło-Kuncewiczowa, późniejsza pianistka) i Władysławem. Jego kuzynem ze strony matki był Władysław Konopczyński.
W 1922 r. poślubił Stefanię Herman, nauczycielkę, z którą miał czworo dzieci: Zofię (1923–1959), Władysława (1924–2014) – architekta, Teresę (1926–2011) i Tadeusza (1929–1956) – muzykologa, który zginął tragicznie w Tatrach.
Zmarł 7 października 1958 w Poznaniu. Został pochowany na Cmentarzu Junikowskim (pole 4, kwatera 2.M-19).

### Praca naukowa i dydaktyczna
W 1902 zdał maturę w gimnazjum realnym w Kijowie, gdzie należał do tajnej korporacji uczniowskiej o charakterze samokształceniowym. W 1905 ukończył Studium Rolnicze Uniwersytetu Jagiellońskiego. Następnie kształcił się z zakresu filozofii, historii sztuki i muzykologii na Uniwersytecie Jagiellońskim (1906/1907), z filozofii na londyńskim University College (1908/1909), a także na Uniwersytecie Franciszkańskim we Lwowie (od 1910) i na Uniwersytecie Fryderyka Wilhelma w Berlinie (1912/1913). W 1917 uzyskał stopień doktora filozofii na Uniwersytecie we Lwowie na podstawie przygotowanej pod kierunkiem Kazimierza Twardowskiego rozprawy Geneza pojęć w filozofii przedsokratesowej. W 1914 uczestniczył w Kongresie Higienicznym we Lwowie. Po wybuchu I wojny światowej przebywał przez kilka miesięcy w Bukowinie Tatrzańskiej, a następnie do 1916 r. w Wiedniu, gdzie wykonał korektę Geograficzno-statystycznego atlasu Polski Eugeniusza Romera.
Po wybuchu wojny polsko-bolszewickiej w 1920 zgłosił się do wojska jako ochotnik i służył w załodze pociągu pancernego „Bartosz Głowacki”, sformowanej w lipcu tego roku w Krakowie pod dowództwem swego przyjaciela z „Eleusis”, Stanisława Pigonia. Po zakończeniu działań wojennych zamieszkał w rodzinnym majątku Książniczki pod Krakowem. Zgromadził tam bibliotekę, w której wyróżniały się dzieła Ludwiga Büchnera, Charlesa Darwina, Ernsta Haeckla, Johna Stuarta Milla i Herberta Spencera, a później kolekcja poświęcona Richardowi Wagnerowi. Wykładał pedagogikę i psychologię na Uniwersytecie Jagiellońskim oraz Katolickim Uniwersytecie Lubelskim, a w latach 1930–1935 psychologię w Instytucie Pedagogicznym w Katowicach. Uczył także w zakładach kształcenia nauczycieli i szkołach średnich w Wieluniu, Mysłowicach i Tarnowskich Górach. W latach 1930–1935 wykładał psychologię w Instytucie Pedagogicznym w Katowicach, a od 1938 na Uniwersytecie im. Adama Mickiewicza w Poznaniu w Poznaniu, gdzie mieszkał w latach poprzedzających II wojnę światową. Przygotowywał rozprawę habilitacyjną Elementy poglądu na świat w świetle doświadczenia wychowawczego i psychologii nauczyciela, która uległa zniszczeniu w czasie wojny wraz z rękopisami innych jego prac.
Po wysiedleniu z Poznania i powrocie do Książniczek w 1941 r. pracował jako tłumacz w niemieckiej Generalnej Dyrekcji Kolei Wschodniej w Krakowie.
W marcu 1945 utracił majątek w Książniczkach podczas realizacji reformy rolnej, a główną część księgozbioru przekazał Bibliotece Jagiellońskiej. Osiadł ponownie w Poznaniu, uczestniczył w reaktywowaniu działalności UAM, gdzie wykładał, a równocześnie był dyrektorem poznańskiego Państwowego Pedagogium. W Studium Wychowania Fizycznego wykładał metodykę wycieczek krajoznawczych i metodykę harcerską. Wykładał także przez kilka lat historię filozofii w Seminarium Duchownym Towarzystwa Chrystusowego dla Polonii Zagranicznej na Ostrowie Tumskim. Będąc na emeryturze prowadził lektorat języka rosyjskiego na UAM. 
Materiały archiwalne Tadeusza Strumiłły znajdują się w PAN Archiwum w Warszawie pod sygnaturą III-97. 

### Działalność w harcerstwie i innych organizacjach młodzieżowych
Jeszcze w gimnazjum w Kijowie wstąpił do tajnej korporacji uczniowskiej i organizował kółka samokształceniowe. Podczas studiów w Krakowie należał do Związku Młodzieży Polskiej „Zet”, do Towarzystwa Szkoły Ludowej i od 1903 r. do akademickiej Sodalicji Mariańskiej. W lutym 1906 wstąpił do Związku Wychowania Narodowego i Odrodzenia Moralnego „Eleusis”, założonego przez prof. Wincentego Lutosławskiego, a skupiającego studentów i młodych robotników. Złożył wówczas przyrzeczenie poczwórnej wstrzemięźliwości: (od alkoholu, tytoniu, kart i rozpusty). Prowadził działalność wydawniczą i organizacyjną. Pracował także wśród robotników górnośląskich i westfalskich nad ich uświadomieniem narodowym i etycznym. Działał w londyńskim ognisku „Eleusis” (1908/1909), brał udział w zjeździe elsów w Kosowie na Pokuciu w 1910 r.
Wykorzystując dorobek „Eleusis”, Towarzystwa Gimnastycznego „Sokół” i Organizacji Młodzieży Niepodległościowej „Zarzewie” od początku włączył się w organizowanie polskiego skautingu, tworząc we Lwowie w 1910 wraz z Andrzejem Małkowskim pierwsze polskie oddziały skautowe. W latach 1910–1911 należał do tajnej armii polskiej tworzonej przez Organizację Młodzieży Niepodległościowej „Zarzewie”.
W znaczącym stopniu przyczynił się do ukształtowania ideologicznego polskiego harcerstwa, promując w nim i pogłębiając idee abstynencji i walki z nałogami. Wraz z innymi elsami wpłynął na uzupełnienie prawa harcerskiego o 10. punkt, z zapisem stawiającym harcerzom moralne wymagania czystości w myśli, mowie i uczynkach, i chroniącym ich od nałogów. 
W 1911 wszedł do Związkowego Naczelnictwa Skautowego jako sekretarz. Pod patronatem lwowskiego oddziału „Sokoła” razem z innymi elsami (członkami „Eleusis”) rozpoczął wydawanie czasopisma „Skaut”. Przyczynił się do rozkrzewienia idei skautingu jako najpełniejszej formy samowychowania młodzieży, w licznych wystąpieniach propagował zasady ruchu skautowego, wygłaszał prelekcje na kursach skautowych. Współorganizował wiele drużyn harcerskich w Polsce, m.in. w Warszawie, Wilnie i Poznaniu. W sierpniu 1912 wraz z Jerzym Grodyńskim prowadził pierwszy kurs skautowy w Poznaniu. Podczas krótkich studiów w Berlinie w 1912 założył tam akademicką drużynę skautową. Brał udział we Wszechbrytyjskim Zlocie Skautowym w Birmingham w 1913.
Podczas I wojny światowej uczył do 1916 w polskim gimnazjum w Wiedniu, organizował harcerstwo wśród przebywających tam polskich uchodźców i wspólnie z Ignacym Kozielewskim redagował młodzieżowe czasopisma harcerskie: „Życie Nowe” (w 1915) i „Orkę” (w 1916). Po I wojnie światowej był jednym z inicjatorów połączenia harcerstwa ze wszystkich zaborów.
W latach 1918–1921 był naczelnym inspektorem harcerstwa w Wydziale Wyznań Religijnych i Oświecenia Publicznego Rady Regencyjnej, a następnie w Ministerstwie Wyznań Religijnych i Oświecenia Publicznego. Na Zjeździe Zjednoczeniowym w Lublinie 1–2 listopada 1918 został wybrany do Naczelnej Rady Harcerskiej, a na kolejnym zjeździe w Zwierzyńcu został jej przewodniczącym. Wszedł do pierwszego Naczelnictwa Związku Harcerstwa Polskiego, w 1920 został wiceprzewodniczącym ZHP, a w okresie od 10 listopada 1923 do 18 kwietnia 1925 był przewodniczącym ZHP. Reprezentował Narodową Demokrację we władzach ZHP. W latach 1921–1923 wydawał czasopismo „Harcmistrz”, częściowo je redagując i finansując. 
Po przedwczesnej śmierci Andrzeja Małkowskiego w styczniu 1919 Tadeusz Strumiłło do wybuchu II wojny światowej był głównym przedstawicielem polskiego harcerstwa na międzynarodowych konferencjach i zjazdach skautowych – reprezentował Polskę na konferencjach w Paryżu (1922), Kopenhadze (1924), Baden-Baden (1931), Gödöllő (1933), Londynie (1934) i Sztokholmie (1935). W 1922 r. odbył kurs instruktorski w centralnej siedzibie angielskiego skautingu w Gilwell Park. W latach 1926–1931 był przewodniczącym Biura Skautów Słowiańskich z siedzibą w Pradze. W roku 1933 został wybrany po raz pierwszy na członka 9-osobowego Światowego Komitetu Skautowego (po raz trzeci w Edynburgu w 1939). Promował w Polsce pozytywne osiągnięcia skautingu, a za granicą – zdobycze polskiego harcerstwa, np. ruch zuchowy. W 1921 r. opublikował tłumaczenie na język polski książki Roberta Baden-Powella Wilczęta, pozostawał w przyjacielskich stosunkach z jej autorem.
Był gospodarzem spotkań środowiska harcersko-elsowskiego w Książniczkach, w których udział brali Stanisław Cywiński, Marian Dubiecki, Józef Kostrzewski, Stanisław Pigoń, Ignacy Posadzy i Adam Wodziczko. 
W roku 1929 na łamach „Harcmistrza” rzucił hasło Ofensywa na młodzież. Jednocześnie podkreślał, że zwiększenie stanu liczbowego ZHP nie może odbić się na jakości pracy harcerskiej. Podkreślał potrzebę wyszkolenia większej liczby instruktorów harcerskich.
1–2 lutego 1931 przewodniczył XI Zjazdowi Naczelnej Rady Harcerskiej, który zakończył się przejęciem władzy w ZHP przez zwolenników sanacji z Michałem Grażyńskim na czele.
W czasie okupacji hitlerowskiej udzielał w Książniczkach schronienia partyzantom, uczestniczył w tajnym nauczaniu, utrzymywał kontakty z Szarymi Szeregami. Inwigilowany przez gestapo, niedługo przed końcem wojny uniknął aresztowania dzięki otrzymanemu ostrzeżeniu.
W 1956 roku włączył się w odbudowę harcerstwa. Na Krajowym Zjeździe Działaczy Harcerskich, obradującym w dniach 8–10 grudnia 1956 w Łodzi, został wybrany w skład Rady Naczelnej ZHP, 18 grudnia 1956 powierzono mu także przewodniczenie Komisji Historycznej Rady Naczelnej ZHP. Podczas pierwszych posiedzeń Komisji Prawa i Przyrzeczenia Harcerskiego reprezentował stanowisko tradycjonalistyczne, ścierając się z Jackiem Kuroniem o odwołania do Boga, rycerskości, czystości i sprawiedliwości (w miejsce socjalizmu). Ustąpił z Rady w 1958 r. w trakcie partyjnego przewrotu w ZHP, a 5 października 1958 został odwołany z funkcji przewodniczącego Komisji Historycznej.
Posiadał honorowy stopień harcmistrza Rzeczypospolitej oraz tytuł Honorowego Harcerza Rzeczypospolitej.

## Ordery i odznaczenia
- Krzyż Oficerski Orderu Odrodzenia Polski (7 listopada 1925)[21]
- Brązowy Medal za Długoletnią Służbę (1938)
- Odznaka ZHP „Wdzięczności” (3 lipca 1921)
- Odznaka harcerska „Za Zasługę” (31 maja 1921)
- Odznaka Orła Harcerskiego” (1921)
- Odznaka Pamiątkowa Dawnych Harcerzy Małopolskich (1937)[22]

## Upamiętnienie
W październiku 2012 na ścianie dworu we wsi Książniczki, który należał do rodziny Tadeusza Strumiłły, została umieszczona pamiątkowa tablica jemu poświęcona. Tablicę odsłonił Jan Strumiłło, prawnuk Tadeusza. Podczas uroczystości III Żółty Szczep Hufca Podkrakowskiego Związku Harcerstwa Polskiego otrzymał imię Tadeusza Strumiłły. W 2013 powstało w Książniczkach stowarzyszenie pod nazwą Instytut Strumiłły, stawiające sobie za cel propagowanie jego dziedzictwa. W 2014 r. ufundowana została w Michałowicach nagroda im. Tadeusza Strumiłły.